# Hyptiotes gerhardti
Hyptiotes gerhardti är en spindelart som beskrevs av Hermann Wiehle 1929. Hyptiotes gerhardti ingår i släktet Hyptiotes och familjen krusnätsspindlar. Inga underarter finns listade i Catalogue of Life.